# Oskar Barth
Johann Matthias Oskar Barth (* 3. November 1910 in Weiler; † 29. Juni 2012, Pseudonyme: Till Barbe, Sep Rubin) war ein saarländischer Autor und Verleger in Beckingen.

## Leben
Barth wurde in Weiler (heute Kreisstadt Merzig) als Sohn eines Bergmanns geboren. Den größten Teil seines Lebens verbrachte er im Haustadter Tal (Gemeinde Beckingen). Er war nach seinem Abitur als Arbeiter, später Angestellter und Beamter in der Kommunalverwaltung tätig. Über ein Abendstudium ließ er sich schließlich zum Maschinenbau-Ingenieur ausbilden und trat in den Dienst einer Buntmetallgießerei in Saarbrücken (später: SaarMetall).
Barth war in den 1960er Jahren Mitglied der NPD. Er wurde 1969 als deren Bundestagskandidat im Wahlkreis 246 (Saarlouis) aufgestellt, obwohl er die Partei bereits verlassen hatte. Barth war mit Erna Barth geb. Lieser († 2002) verheiratet. Sohn Achim Barth († 1989) war Germanist, Politikwissenschaftler und Journalist, zuletzt als Leiter der Kulturredaktion des Münchner Merkur.

## Werk
Barth hat Unterhaltungsromane geschrieben, die im eigenen Verlag erschienen sind. Er hat zudem Gedichte, Erzählungen und Volksstücke veröffentlicht.
Mitte der 1970er Jahre hatte Oskar Barth das Rentenalter erreicht und Zeit für seine literarischen Ambitionen. Die Romanmanuskripte dürften aber im Wesentlichen schon in den 50er und 60er Jahren entstanden sein. Darauf deuten Stil und Pathos hin.
Die Erzählung „Der fröhliche Clown“ enthält ein Plädoyer für die erzählende Unterhaltungsliteratur. Barth schreibt: „[...] Also einen Roman, der fesselnd ist, aber nicht allzu flach. Der die Phantasie animiert, aber nicht allzu kitschig - doof. Der die Welt kennt, in der wir leben, ihr aber nicht versklavt ist. Und der auf menschenwürdigem Niveau von Liebe, Leidenschaften, Gefahren erzählt, zur Lesewut reizt - ohne Drang nach Fernsehkonsum.“  Und weiter: „... fehlt es in Deutschland zwischen hoher Dichtung und seichtem Flachsinn an einer menschenverbindenden literarischen Mitte, die auch mit Traurigem zu fesseln vermag.“ Er hält sich damit auf Distanz zur Trivialliteratur, indem er den Schematismus meidet. Vielmehr erzeugt er durch komplexe Handlungsstränge Spannung, um so auch gesellschaftskritische und moralische Botschaften zu vermitteln, etwa zum Umgang der Gesellschaft mit unehelichen Kindern.

### „Ein tapferer Träumer“
1979 veröffentlichte das Feuilleton der Zeit einen Text von Helmut Schödel, in dem Oskar Barth unter dem Pseudonym „Till Barbe“ (barbe = französisch Bart) vorkommt. Es geht um dessen gescheiterten Versuch, Zugang zur „Münchner Anarcho-Bohème“ zu finden. Darin heißt es: „Till Barbes Kunst des einsamen Widerstandes ist unbezweifelbar (künstlerisch) bedeutungslos. Till Barbe lebt als Rentner in der saarländischen Provinz. In Tag- und Nachtarbeit hat er ein unlesbares Theaterstück geschrieben und von seiner Rente 4000 Exemplare drucken lassen. Die ‚Komödie der Illusionen und Kontraste‘ ist ein Deutschlanddrama, dessen zweite Szene (von insgesamt sieben) bereits ‚Begegnung und Deutung‘ heißt und in dem Lénie vom Place Pigalle freizügig bekennt: ‚Ich hab' fürwahr / Denn ohne Höschen / Im Westen Deutschen Landes / Genascht mit großem Eifer / Erfreut / Beglückt manch' fromme Geister. / Erfahrung brachte mir der Sex / Das hier blüht unter Schleife.‘ Till Barbe wollte sein Drama bei Peymann uraufführen lassen, ist aber mit seinem Anliegen über das Vorzimmer nicht hinausgekommen. Erfolgreich widersetzt er sich der Einsicht, daß er nicht schreiben kann, weil diese Erkenntnis seinen Lebensabend sicher um vieles langweiliger gestalten würde. Till Barbe ist ein tapferer Träumer. Für nächste Woche hat er die Druckfassung seines ersten Romans versprochen: ‚Das Geheimnis des Virgen-Tals‘. Es gibt nicht nur Riesen im Lande des Wahnsinns.“
Als Herausgeber verlegte Oskar Barth insbesondere Texte seines Sohnes Achim.

## Ausgaben
- Oskar Barth: Das Geheimnis vom Virgental, Verlag J.M.O. Barth, Beckingen, 1979. Ohne ISBN. Der autobiografisch geprägte Unterhaltungsroman gibt die Erlebnisse eines Ingenieurs wieder, der regelmäßig in den Osttiroler Bergen seinen Urlaub verbringt. Diesmal spürt er aber einem Verbrechen nach. Unbewältigte Vergangenheit der nationalsozialistischen Gewaltherrschaft bringt Barth hier wie in anderen Texten zur Sprache.
- Till Barbe (Oskar Barth): Komödie der Illusionen und Kontraste, Kapp Verlag Barth, Beckingen, 1979. Eine gesellschaftskritischen Satire in sieben Szenen.
- Oskar Barth: Der blaue Schwan, Verlag J.M.O. Barth, Beckingen, 1980. ISBN 3-9800321-2-4, enthält als Kapitel XV das Supplement „Heimsuchung durch Cattenom“. Der Roman schildert zwei ungewöhnliche und doch typische Frauenschicksale im österreichischen Milieu der Zeit nach dem Zweiten Weltkrieg und setzt sich in Rückblenden mit dem Widerstand gegen den „Anschluss“ an Nazi-Deutschland auseinander.
- Sep Rubin (Oskar Barth): Die Abenteuer des Försters vom Geigelstein, Verlag J.M.O. Barth, Beckingen, 1982. ISBN 3-9800321-3-2. Der als „Tatsachenroman“ (Untertitel) bezeichnete Text geht auf reale Ereignisse im bayerisch-tirolerischen Grenzgebiet (Chiemgauer Alpen) zurück und schildert eine Auseinandersetzung mit der Frage nach der Rechtmäßigkeit des Wilderns als Reaktion auf feudale Unterdrückung.
- Sep Rubin (Oskar Barth): Der rote Broz von Haching. Bayerisches Volksstück in sieben Akten, ohne Verlag, Beckingen, 1986.
- Sep Rubin (Oskar Barth): Wetterleuchten. Volksstück in acht Akten aus dem bayerischen und Tiroler Grenzgebiet, ohne Verlag, Beckingen, 1986. Stück wurde als Gemeinschaftsproduktion des Theaters Rosenheim und des Volkstheaters Kufstein am 9. Mai 1986 im Rahmen der 1. Internationalen Theatertage von Rosenheim uraufgeführt.[4] Es handelt sich um die Bühnenfassung des Romans Die Abenteuer des Försters vom Geigelstein.
- Oskar Barth: Gesang der Blumen, Verlag J.M.O. Barth, Beckingen, 1991. ISBN 3-9800321-9-1. Elf Gedichte, ohne Reim. Darunter: „Dem unvergeßlichen Sohn“ (Herbst 1990), „Achim“ (Frühjahr 1991). Diese Gedichte spiegeln Verlustleiden wider. Der Rubin taucht an mehreren Stellen der Sammlung auf.
- Sep Rubin (Oskar Barth): Der fröhliche Clown, Verlag J.M.O. Barth, Beckingen, 1991. ISBN 3-9800321-6-7. Eine satirische Kurzgeschichte, in der Jogger für die zunehmende Luftverschmutzung und das Waldsterben verantwortlich gemacht werden, in der es um Muckefuck und Klaus Töpfer geht, den ernsthaften Umgang mit dem bedrohten ökologischen Gleichgewicht.
- Sep Rubin (Oskar Barth): Unterm Regenbogen. Märchenspiele der Jugend, Verlag J.M.O. Barth, Beckingen, 1991. ISBN 3-9800321-5-9. Es handelt sich um 21 Kurzgeschichten im Kinderbuchstil. Darin: Märchenmotive mit Hexen und Feen, Drachen, Prinzen und morganatischen Beziehungen.
- Sep Rubin (Oskar Barth): Achim Barth. Die Münchner Dokumentation, Verlag J.M.O. Barth, Beckingen, 1994 (zweite, erweiterte Auflage). ISBN 3-929367-18-1.